# 胶质鼠尾草
胶质鼠尾草（学名：Salvia glutinosa）是唇形科鼠尾草属的植物。分布在锡金、西亚、印度、不丹、巴基斯坦、南欧、阿富汗以及中国大陆的西藏等地，目前已由人工引种栽培。

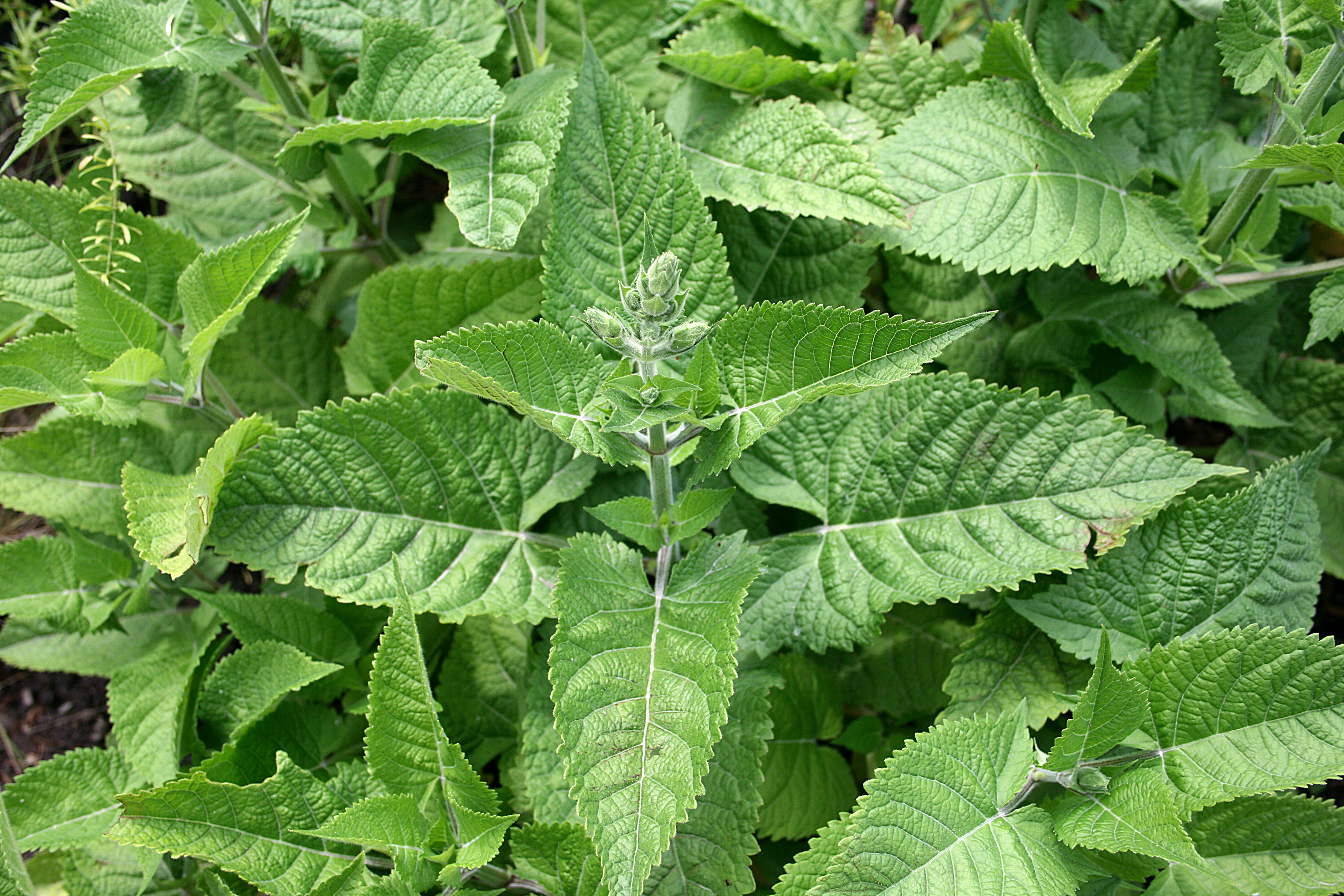